# Léon Jouhaux
Léon Jouhaux (Paris, 1 de julho de 1879 — Paris, 28 de abril de 1954) foi um líder sindicalista francês. Foi laureado com o Nobel da Paz de 1951. Foi presidente do Comité Internacional do Conselho Europeu, membro do conselho da Organização Internacional do Trabalho, delegado junto das Nações Unidas.

## Vida
O pai de Jouhaux trabalhou em uma fábrica de fósforos em Aubervilliers. Teve que parar o curso secundário quando seu pai foi demitido em uma greve. Conseguiu um emprego na fábrica, aos dezesseis anos e imediatamente tornou-se parte importante da organização dos operários. Em 1900, Jouhaux organizou uma greve contra o uso do fósforo branco, que cegara seu pai. Foi demitido, e trabalhou em vários empregos até que devido a sua influência no movimento foi reintegrado a direção sindical.
Em 1906, foi eleito pelo sindicato, como representante na Confédération Générale du Travail, onde subiu rapidamente na hierarquia da central operária. Em 1909 ele se tornou o tesoureiro interino, e pouco depois secretário-geral da organização, cargo que ocupou até 1947. 
Lutava pelas bandeiras iniciais do movimento sindical - jornada de oito horas, direito à representação sindical e negociação coletiva, férias. Na época do governo da Frente Popular, o Acordo Matignon de 1936, do qual foi um dos signatários, concedeu muito destes direitos aos trabalhadores franceses.
Nos anos que antecederam a Segunda Guerra Mundial, Jouhaux organizou vários protestos de massa contra a guerra. Contudo, uma vez começada a guerra, Jouhaux apoiou a França, acreditava que uma vitória da Alemanha nazista levaria à destruição da democracia na Europa. Durante a guerra, foi preso e encarcerado no campo de concentração de Buchenwald.
Após a guerra, Jouhaux se desligou da CGT para formar a CGT-FO social-democrata. Em 1951 foi laureado com o Nobel da Paz. Num contexto internacional, seu trabalho foi fundamental na criação da Organização Internacional do Trabalho (OIT), e foi eleito para altos cargos em organismos sindicais internacionais, incluindo a Federação Internacional dos Sindicatos e seu seguimento no pós-guerra, a Federação Mundial dos Sindicatos, até sua morte.
Léon Jouhaux morreu em 1954, e foi enterrado no Cemitério do Père-Lachaise em Paris.

## Publicações

### Por Léon Jouhaux
- Les Travailleurs devant la paix, Éd. La bataille, 1918
- Le Syndicalisme et la C.G.T., Éd. de la Sirène, 1920
- L'Organisation internationale du travail, Éd. de la Sirène, 1921
- Le Mouvement syndical en France, Éd. de la F.S.I., 1931
- Le Syndicalisme, ce qu'il est, ce qu'il doit être, Flammarion, 1937
- La C.G.T. : ce qu'elle est, ce qu'elle veut, Gallimard, 1937
- La C.G.T. et le Front populaire, Librairie syndicale, 1939

### Sobre Léon Jouhaux
- Bernard Georges & Denise Tintant, Léon Jouhaux, cinquante ans de syndicalisme, tome 1 des origines à 1921, Presses universitaires de France (PUF), Paris, 1962
- Bernard Georges, Denise Tintant & Marie-Anne Renauld, Léon Jouhaux dans le mouvement syndical français, PUF, Paris, 1979 (période 1921-1954)
- Benoît Luc, Otages d'Hitler, Vendémiaire, 2011
- Simon Epstein, Les Dreyfusards sous l'Occupation, éd. Albin Michel, 2001
- « Léon Jouhaux, d'Aubervilliers au prix Nobel », actes de colloque, La Documentation française, 2010
- United Nations, A Century of nobel prize laureates, 1901-2005, From peace movments to the united nations, United Nations, Genève, 2006, pp. 68–69
- Gérard Da Silva, Léon Jouhaux - Une vie de combat pour le syndicalisme libre et indépendant - Secrétaire général de la CGT, 1909-1947 ; Président de la CGT-FO, 1948-1954, éd. L'Harmattan, 2014.